# Pogroszyn (gromada)
Pogroszyn – dawna gromada, czyli najmniejsza jednostka podziału terytorialnego Polskiej Rzeczypospolitej Ludowej w latach 1954–1972.
Gromady, z gromadzkimi radami narodowymi (GRN) jako organami władzy najniższego stopnia na wsi, funkcjonowały od reformy reorganizującej administrację wiejską przeprowadzonej jesienią 1954 do momentu ich zniesienia z dniem 1 stycznia 1973, tym samym wypierając organizację gminną w latach 1954–1972.
Gromadę Pogroszyn z siedzibą GRN w Pogroszynie utworzono – jako jedną z 8759 gromad na obszarze Polski – w powiecie radomskim w województwie kieleckim, na mocy uchwały nr 13i/54 WRN w Kielcach z dnia 29 września 1954. W skład jednostki weszły obszary dotychczasowych gromad Pogroszyn, Koryciska, Korzyce i Sulistrowice ze zniesionej gminy Wieniawa w powiecie radomskim, Omięcin ze zniesionej gminy Orońsko w powiecie radomskim oraz Zawonia ze zniesionej gminy Chlewiska w powiecie koneckim.
1 października 1954 gromada weszła w skład nowo utworzonego powiatu szydłowieckiego w tymże województwie, gdzie ustalono dla niej 24 członków gromadzkiej rady narodowej.
29 lutego 1956 z gromady Pogroszyn wyłączono kolonię Gozdków włączając ją do gromady Wysoka w tymże powiecie.
Gromada przetrwała do końca 1972 roku, czyli do kolejnej reformy gminnej.